# Β-生育酚
β-生育酚（英語：β-Tocopherol）是四種生育酚之一，分子式C28H48O2，是構成维生素E的化合物之一。在氯化镁、三乙胺存在下，它和甲醛反应，得到羟基邻位甲酰化的产物；它和四丁基三溴化铵反应，得到羟基邻位溴化的产物；和溴-氢氧化钠反应时，则发生氧化-卤化和重排反应。